# Liste der Bodendenkmäler in Schernfeld
Auf dieser Seite sind die Bodendenkmäler in der oberbayerischen Gemeinde Schernfeld zusammengestellt. Diese Tabelle ist eine Teilliste der Liste der Bodendenkmäler in Bayern. Grundlage ist die Bayerische Denkmalliste, die auf Basis des Bayerischen Denkmalschutzgesetzes vom 1. Oktober 1973 erstmals erstellt wurde und seither durch das Bayerische Landesamt für Denkmalpflege geführt wird. Die folgenden Angaben ersetzen nicht die rechtsverbindliche Auskunft der Denkmalschutzbehörde.

## Bodendenkmäler der Gemeinde Schernfeld

### Bodendenkmäler in der Gemarkung Neudorf
| Lage                          | Objekt | Akten-Nr.     | Bild |
| ----------------------------- | --- | ------------- | ---- |
| Neudorf Pappenheim (Standort) | Untertägige mittelalterliche und frühneuzeitliche Teile der Kirchenruine St. Thoma und Wüstung des frühen und hohen Mittelalters (Sezzi). | D-5-7032-0024 |      |

### Bodendenkmäler in der Gemarkung Sappenfeld
| Lage                             | Objekt | Akten-Nr.     | Bild |
| -------------------------------- | --- | ------------- | ---- |
| Sappenfeld Schernfeld (Standort) | Untertägige frühneuzeitliche Teile sowie mittelalterlicher Vorgängerbau im Bereich der Katholischen Filialkirche St. Sebastian und Anna in Sappenfeld. | D-1-7032-0032 |      |

### Bodendenkmäler in der Gemarkung Schernfeld
| Lage                  | Objekt | Akten-Nr.     | Bild |
| --------------------- | --- | ------------- | ---- |
| Schernfeld (Standort) | Silexbergbauareal des Jungneolithikums sowie Grabhügel vorgeschichtlicher Zeitstellung, daraus Funde der Hallstattzeit.                      | D-1-7032-0020 |      |
| Schernfeld (Standort) | Untertägige mittelalterliche und frühneuzeitliche Teile von Vorgängerbauten im Bereich der Katholischen Pfarrkirche St. Georg in Schernfeld. | D-1-7032-0024 |      |

### Bodendenkmäler in der Gemarkung Schönau
| Lage                          | Objekt                                                                                 | Akten-Nr.     | Bild |
| ----------------------------- | -------------------------------------------------------------------------------------- | ------------- | ---- |
| Schönau Schernfeld (Standort) | Straße der römischen Kaiserzeit.                                                       | D-1-7032-0022 |      |
| Schönau Schernfeld (Standort) | Untertägige frühneuzeitliche Teile im Bereich der Katholischen Ortskapelle in Schönau. | D-1-7032-0030 |      |
| Schönau Schernfeld (Standort) | Siedlung vor- und frühgeschichtlicher Zeitstellung.                                    | D-1-7032-0031 |      |

### Bodendenkmäler in der Gemarkung Schönfeld
| Lage                            | Objekt | Akten-Nr.     | Bild |
| ------------------------------- | --- | ------------- | ---- |
| Schönfeld Schernfeld (Standort) | Mittelalterliche und frühneuzeitliche Befunde im Bereich der Katholischen Pfarrkirche St. Ägidius in Schönfeld. | D-1-7132-0158 |      |

### Bodendenkmäler in der Gemarkung Workerszell
| Lage                              | Objekt | Akten-Nr.     | Bild |
| --------------------------------- | --- | ------------- | ---- |
| Workerszell Schernfeld (Standort) | Untertägige mittelalterliche und frühneuzeitliche Befunde im Bereich der Katholischen Pfarrkirche St. Michael in Rupertsbuch mit abgegangener St. Anna-Kapelle. | D-1-7032-0010 |      |
| Workerszell Schernfeld (Standort) | Siedlung vor- und frühgeschichtlicher Zeitstellung. | D-1-7032-0011 |      |
| Workerszell Schernfeld (Standort) | Straße der römischen Kaiserzeit. | D-1-7032-0023 |      |
| Workerszell Schernfeld (Standort) | Pingenfeld der frühen Neuzeit. | D-1-7032-0026 |      |
| Workerszell Schernfeld (Standort) | Siedlung vor- und frühgeschichtlicher Zeitstellung. | D-1-7032-0027 |      |
| Workerszell Schernfeld (Standort) | Grabenwerk vor- und frühgeschichtlicher Zeitstellung. | D-1-7032-0028 |      |
| Workerszell Schernfeld (Standort) | Siedlung vor- und frühgeschichtlicher Zeitstellung und Pingenfeld der frühen Neuzeit.                                                                           | D-1-7032-0029 |      |

### Bodendenkmäler in der Gemarkung Langensallach
| Lage                                | Objekt                                              | Akten-Nr.     | Bild |
| ----------------------------------- | --------------------------------------------------- | ------------- | ---- |
| Langensallach Schernfeld (Standort) | Siedlung vor- und frühgeschichtlicher Zeitstellung. | D-1-7033-0167 |      |